# Marcus Jehner
Marcus Jehner (* 16. April 1969 in Bad Nauheim) ist ein ehemaliger deutscher Eishockeyspieler und heutiger Trainer im Amateurbereich des EC Bad Nauheim. 

## Karriere
Marcus Jehner spielte zwischen 1987 und 1995 für den EC Bad Nauheim, mit dem er 1990 aus der 2. Bundesliga abstieg. Bereits in der folgenden Spielzeit konnte der Angreifer allerdings die direkte Rückkehr der Hessen in die zweite Liga feiern. Auch nach Gründung der Deutschen Eishockey Liga 1994 stand Jehner in deren neuen Unterbau, der 1. Liga, für den EC auf dem Eis, beendete seine Karriere allerdings im Jahr 1995. 
2004 entschloss sich Marcus Jehner zu einer Rückkehr aufs Eis, um dem Bad Nauheimer Eishockey beim Wiederaufstieg in den Profibereich zu helfen. Bei insgesamt 20 Spielen in der Regionalliga-Saison 2004/05 war der 1,85 m große und 85 kg schwere Stürmer mit 11 Toren und 41 Assists maßgeblich am sofortigen Wiederaufstieg der Roten Teufel in die Oberliga beteiligt.
Seit 2004 ist er als Trainer in Bad Nauheim tätig. In der Saison 2005/06 stieg er mit der Schülermannschaft in die Schüler-Bundesliga Nord auf. Ab der Saison 2007/08 übernahm er die Jugendmannschaft des ECBN in der Jugendbundesliga. In der Saison 2008/09 erreichte er mit der Jugendmannschaft erstmals die Endrunde um die deutsche Meisterschaft, bei den der ECBN den 3. Platz belegte. Die Saison 2009/10 wurde ebenfalls auf dem 3. Platz um die deutsche Meisterschaft beendet. Nachdem der ECBN in der Saison 2011/12 die Vize-Deutsche Meisterschaft erreicht hatte, übernahm Jehner zur Saison 2012/13 die Juniorenmannschaft des EC Bad Nauheim. Mit diesen gewann er 2012/13 die deutsche Meisterschaft der Junioren.
Parallel zu den Junioren übernahm er 2012 auch das Traineramt der 1b-Mannschaft des Vereins, mit der er den Aufstieg in die Regionalliga West schaffte. Bis zur Saison 2015/16 trainierte er die 1B Mannschaft in der Regionalliga West. Ab der Saison 2016/17 war er als Trainer der U11-Mannschaft tätig, 2019 übernahm er die U13-Mannschaft des Vereins.
Ab der Oberliga-Saison 2007/08 war er als Co-Trainer der Profimannschaft unter Fred Caroll tätig. In der Saison 2011/12 war er auch mehrere Monate Cheftrainer des Teams, da Fred Caroll krankheitsbedingt ausfiel. Den größten Erfolg feierten beide im Jahr 2008/09 mit der Vize-Oberliga Meisterschaft. 
Als Frank Carnevale von 2012 bis 2014 in Bad Nauheim die Oberligamannschaft leitete, war Jehner ebenfalls Co-Trainer des Teams. In der Saison 2012/13 schaffte der ECBN den Aufstieg in DEL2. Im ersten DEL2-Jahr unter Petri Kujala war er weiterhin Co-Trainer.

## Karrierestatistik
(Legende zur Spielerstatistik: Sp oder GP = absolvierte Spiele; T oder G = erzielte Tore; V oder A = erzielte Assists; Pkt oder Pts = erzielte Scorerpunkte; SM oder PIM = erhaltene Strafminuten; +/− = Plus/Minus-Bilanz; PP = erzielte Überzahltore; SH = erzielte Unterzahltore; GW = erzielte Siegtore; 1 Play-downs/Relegation; Kursiv: Statistik nicht vollständig)